# Henry Warner Slocum
Pour les articles homonymes, voir Slocum.
Henry Warner Slocum (24 septembre 1827 – 14 avril 1894) est un Major-général de l'Armée de l'Union durant la guerre de Sécession, puis il sert ensuite dans la Chambre des représentants des États-Unis, dans l'État de New York.

## Son enfance et ses débuts dans l'Armée

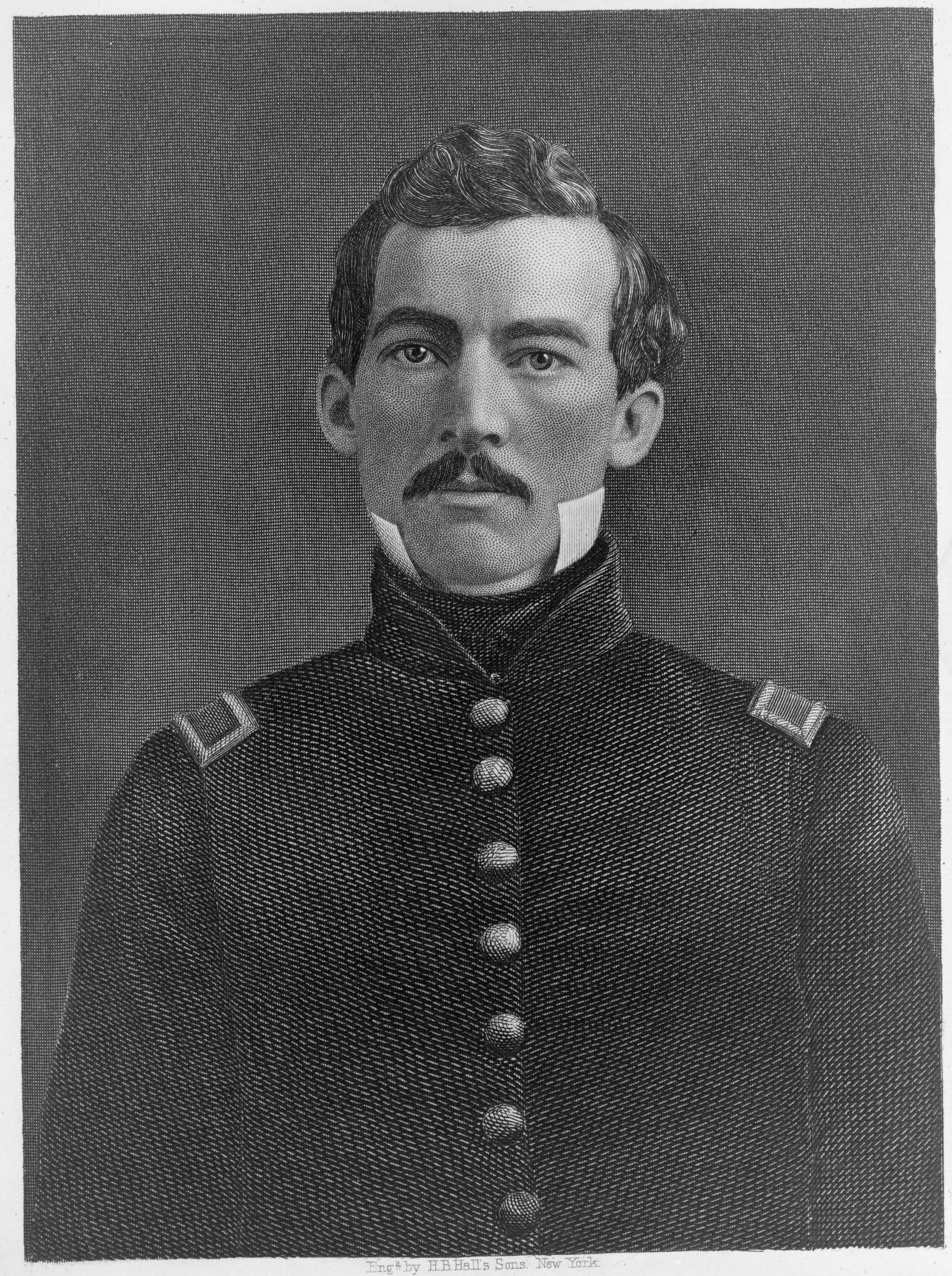
Philip Sheridan, ici en portrait vers 1853, et Slocum sont ensemble à l'Académie militaire de West Point entre 1848 et 1852.

Slocum est né dans le hameau de Delphi, dans le Comté d'Onondaga le 24 septembre 1827. Il fait partie de la huitième génération de Slocum américains, les premiers Slocum de la famille arrivant en Amérique en 1637. Henry Warner Slocum est le fils de Mary Ostrander et de Matthew Barnard Slocum qui ont ensemble un total de onze enfants. Henry Warner est nommé en l'hommage d'un oncle de la famille et il est le sixième enfant, cinquième garçon de la fratrie. Peu intéressé par l'école dans un premier temps, il aide rapidement son père dans son travail au quotidien et permet de ramener un peu plus de sous dans les caisses familiales. Quand un nouvel instituteur arrive dans l'école de Delphi, il prend le jeune Slocum en affection et lui fait rapidement aimer les études
Il poursuit ses études au séminaire de Cazenovia et dès l'âge de 16 ans obtient un poste de professeur. Il rejoint l'Académie militaire de West Point le 1er juillet 1848,. Lors de sa quatrième et dernière année, il termine septième sur quarante-sept élèves de sa classe et vingtième sur l'intégralité de la promotion 1852  qui compte deux-cent-vingt-quatre étudiants. Slocum est au cours de ses études camarade de classe avec Philip Sheridan, futur général de l'Armée de l'Union,,.
Henry Slocum est diplômé de l'Académie militaire en juin 1852 et est nommé sous-lieutenant au sein de l'artillerie américaine le 1er juillet 1852. Il participe ainsi à la Troisième Guerre séminole en Floride. En février 1854, il obtient une permission pour rentrer brièvement chez lui et épouser Clara Rice qu'il connaît depuis ses études à Cazenovia. Le couple retourne ensemble au Fort Moultrie près de Charleston où la vie est plaisante. Souhaitant éviter l'oisiveté, Slocum décide de suivre des études de loi au cours de son temps libre. Le 3 mars 1855, il est nommé Premier-lieutenant. Après la mort de sa fille le 20 octobre 1856, il quitte l'armée onze jours plus tard pour s'installer à Syracuse,.
Une fois revenu dans la vie civile, il est admis au barreau en 1858 et ouvre un cabinet à Syracuse. Il est élu membre du l'assemblée de l'État de New York State en novembre 1858. Entre 1859 et 1860, il enseigne l'artillerie au sein de la milice de l'état de New York avec le grade de Colonel,. Enfin, en novembre 1860, il reçoit un mandat de trois ans pour exercer le rôle de trésorier du comté.

## La guerre de Sécession

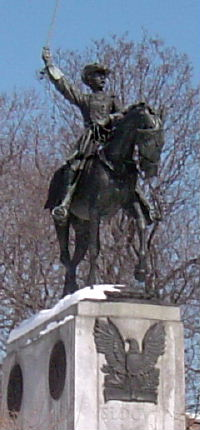
Statue équestre du général Slocum, New York

### Les premières années
En avril 1861, l'Armée des États confédérés attaque le Fort Sumter de Charleston. Slocum demande alors à Edwin D. Morgan, gouverneur de l'État de New York, de lui confier le commandement d'une unité légère d'artillerie pour défendre l'État de New York. Morgan écoute attentivement Slocum mais n'accède pas à sa requête, persuadé que les rebelles du Sud pourront être battus sans avoir à utiliser l'artillerie. Dans le même temps, un régiment d'infanterie est mis en place dans le Comté d'Onondaga ; même si son nom est avancé pour en prendre le commandement, ce dernier est confié à un autre milicien.
Un autre régiment est mis en place à Elmira, autre ville de l'État de New York ; le 21 mai 1861, le colonel Slocum prend le commandement de ce 27e régiment d'infanterie de l'Armée de l'Union, régiment composé de nombreux volontaires. Slocum déclare alors : « I was educated at the expense of our country and it is my duty to answer this call affirmatively ». Son régiment fait partie de la division du major-général David Hunter lors de la Première bataille de Bull Run après avoir rejoint la ville de Manassas depuis peu de temps. Slocum subit une blessure en recevant une balle de mousquet dans la cuisse lors de la première charge de son unité ; le bilan de la bataille pour le régiment est de vingt-six morts, quarante-quatre blessés, dont deux officiers, et soixante disparus. Malgré un engagement de la bataille qui leur est d'abord favorable, les forces nordistes subissent un échec cuisant et, mises en déroute, doivent se replier sur Washington. Dès que sa blessure le lui permet, Slocum retourne chez lui auprès de sa femme pour finir de guérir.
Dès le 9 septembre 1861, Slocum est de retour dans l'armée après seulement cinquante jours manqués depuis sa blessure. Il reçoit le commandement de la seconde brigade de la seconde division de l'armée commandée elle-même par le major-général William Buel Franklin. Slocum a ainsi le commandement de quatre divisions qui seront par la suite reconnues pour leur discipline et leur efficacité au combat. À la suite d'une requête du général George McClellan, les divisions sous le commandement de Franklin quittent leur poste de protection de Washington pour rejoindre le général à Yorktown le 22 avril 1862, pour participer à la campagne de la Péninsule. La brigade de Slocum est envoyée sur la rivière York avec une autre brigade alors que le reste des troupes de McClellan suivent l'armée des confédérés à pied. Les soldats de Slocum parviennent à destination le 7 mai 1862 et débarquent sur la rive droite de la rivière en face de West Point. Ils sont rapidement attaqués par les forces confédérées et malgré un désavantage numérique, les forces de l'Union remportent l'affrontement. Le général Franklin déclarera alors par la suite : « General Slocum displayed great skill in the placing of his troops, and that the control of his brigade in action was admirable ».
Entre le 25 juin et le 1er juillet 1862 a lieu un ensemble de batailles regroupées par la suite sous le terme de Bataille de Sept Jours aux alentours de Richmond. Robert Lee, général de l'armée sudiste, mène ses troupes au sud de celles de McClellan après avoir traversé la rivière Chickahominy. Le général de l'Union, Fitz John Porter, a ses troupes situées sur Gaines' Mill et le 27 juin il demande rapidement des renforts ; une heure et demie après la demande de renforts faite par Porter, la brigade commandée par Slocum arrive sur les lieux des affrontements. Les renforts apportés par Slocum permettent aux troupes de Porter de tenir leur position et de ne pas flancher devant l'ennemi. Au cours de cette succession de batailles de sept jours, les pertes s'élèvent à 15 489 pour le Nord contre 20 614 pour le Sud.

### Major-général de l'Armée
Le 4 juillet 1862, Slocum est une nouvelle fois mis en avant pour ses décisions et actions au combat ; il est ainsi nommé Major-général de l'Armée de l'Union par le Président Abraham Lincoln.